# فهرست گلزنان فینال‌های جام جهانی فوتبال
فهرست زیر گلزنان فینال‌های جام جهانی فوتبال را نشان می‌دهد. تنها گلهایی در این فهرست آورده شده‌اند که در زمان عادی یا در وقتهای اضافی زده شده و گلهای ضربات پنالتی در این فهرست حساب نشده‌اند. تا《فینال جام جهانی فوتبال ۲۰٢٢》، ۶۲
بازیکن توانسته‌اند در مجموع ٨۰ گل را در تاریخ فینال‌ها به ثمر برسانند. ۱٢ بازیکن چند گله در این فهرست وجود دارند که نیمی از آنها در یک بازی بیش از یک گل زده‌اند. ۵ بازیکن از روی ضربه پنالتی در فینال گل زده‌اند. جف هرست و کیلیان امباپه تنها بازیکنانی هستند که در یک فینال هت-تریک کرده اند. ماریو مانجوکیچ اولین بازیکنی است که در بازی فینال گل‌به‌خودی زده است و هم چنین اولین بازیکنی است که در ادامه‌ی همان بازی توانسته گل‌به‌خودی خود را جبران کرده و دروازه‌ی حریف را باز کند. کیلیان امباپه و واوا تنها بازیکنانی هستند که در دو فینال متوالی جام جهانی گل زده‌اند.
امباپه و پله نیز بازیکنان جوان زیر بیست سالی هستند که در بازی فینال جام جهانی گل به ثمر رسانده‌اند. همچنین امباپه تنها بازیکنی است که در فینال جام جهانی چندین گل به ثمر رساند، اما شکست خورد.

## گلزنان فینال‌ها
| سال  | بازیکن گلزن                                                                         | تیم                                                                                 | نتیجه بعد از به ثمر رسیدن گل                                                        | دقیقه به ثمر رسیدن گل                                                               | نتیجه نهایی بازی                        | منبع   |
| ---- | ----------------------------------------------------------------------------------- | ----------------------------------------------------------------------------------- | ----------------------------------------------------------------------------------- | ----------------------------------------------------------------------------------- | --------------------------------------- | ------ |
| ۱۹۳۰ | پابلو دورادو                                                                        | اروگوئه                                                                             | ۰-۱                                                                                 | ۱۲'                                                                                 | ۴–۲ به سود اروگوئه                      | [ ۴ ]  |
| ۱۹۳۰ | کارلوس پیوسل                                                                        | آرژانتین                                                                            | ۱-۱                                                                                 | ۲۰'                                                                                 | ۴–۲ به سود اروگوئه                      | [ ۴ ]  |
| ۱۹۳۰ | گیرمو استابیله                                                                      | آرژانتین                                                                            | ۲-۱                                                                                 | ۳۷'                                                                                 | ۴–۲ به سود اروگوئه                      | [ ۴ ]  |
| ۱۹۳۰ | پدرو سی                                                                             | اروگوئه                                                                             | ۲-۲                                                                                 | ۵۷'                                                                                 | ۴–۲ به سود اروگوئه                      | [ ۴ ]  |
| ۱۹۳۰ | سانتوس ایریاته                                                                      | اروگوئه                                                                             | ۲-۳                                                                                 | ۶۸'                                                                                 | ۴–۲ به سود اروگوئه                      | [ ۴ ]  |
| ۱۹۳۰ | هکتور کاسترو                                                                        | اروگوئه                                                                             | ۲-۴                                                                                 | ۸۹'                                                                                 | ۴–۲ به سود اروگوئه                      | [ ۴ ]  |
| ۱۹۳۴ | آنتونین پوچ                                                                         | چکسلواکی                                                                            | ۱-۰                                                                                 | ۷۱'                                                                                 | ۱-۲ به سود ایتالیا                      | [ ۵ ]  |
| ۱۹۳۴ | رایموندو اورسی                                                                      | ایتالیا                                                                             | ۱-۱                                                                                 | ۸۱'                                                                                 | ۱-۲ به سود ایتالیا                      | [ ۵ ]  |
| ۱۹۳۴ | آنجلو سکیاویو                                                                       | ایتالیا                                                                             | ۱-۲                                                                                 | ۹۵' (وقت اضافه)                                                                     | ۱-۲ به سود ایتالیا                      | [ ۵ ]  |
| ۱۹۳۸ | جینو کولاوسی                                                                        | ایتالیا                                                                             | ۰-۱                                                                                 | ۶'                                                                                  | ۴–۲ به سود ایتالیا                      | [ ۶ ]  |
| ۱۹۳۸ | پال تیتکوش                                                                          | مجارستان                                                                            | ۱-۱                                                                                 | ۸'                                                                                  | ۴–۲ به سود ایتالیا                      | [ ۶ ]  |
| ۱۹۳۸ | سیلویو پیولا                                                                        | ایتالیا                                                                             | ۱-۲                                                                                 | ۱۶'                                                                                 | ۴–۲ به سود ایتالیا                      | [ ۶ ]  |
| ۱۹۳۸ | جینو کولاوسی (۲)                                                                    | ایتالیا                                                                             | ۱-۳                                                                                 | ۳۵'                                                                                 | ۴–۲ به سود ایتالیا                      | [ ۶ ]  |
| ۱۹۳۸ | گئورگی سروسی                                                                        | مجارستان                                                                            | ۲-۳                                                                                 | ۷۰'                                                                                 | ۴–۲ به سود ایتالیا                      | [ ۶ ]  |
| ۱۹۳۸ | سیلویو پیولا (۲)                                                                    | ایتالیا                                                                             | ۲-۴                                                                                 | ۸۲'                                                                                 | ۴–۲ به سود ایتالیا                      | [ ۶ ]  |
| ۱۹۵۰ | در این دوره فینال به صورت گروهی برگزار شد اما بازی پایانی آن حکم فینال را پیدا کرد. | در این دوره فینال به صورت گروهی برگزار شد اما بازی پایانی آن حکم فینال را پیدا کرد. | در این دوره فینال به صورت گروهی برگزار شد اما بازی پایانی آن حکم فینال را پیدا کرد. | در این دوره فینال به صورت گروهی برگزار شد اما بازی پایانی آن حکم فینال را پیدا کرد. | ۱-۲ به سود اروگوئه                      | [ ۷ ]  |
| ۱۹۵۰ | فریاکا                                                                              | برزیل                                                                               | ۱-۰                                                                                 | ۴۷'                                                                                 | ۱-۲ به سود اروگوئه                      | [ ۷ ]  |
| ۱۹۵۰ | خوان آلبرتو شیافینو                                                                 | اروگوئه                                                                             | ۱-۱                                                                                 | ۶۶'                                                                                 | ۱-۲ به سود اروگوئه                      | [ ۷ ]  |
| ۱۹۵۰ | آلچدس گیجیا                                                                         | اروگوئه                                                                             | ۱-۲                                                                                 | ۷۹'                                                                                 | ۱-۲ به سود اروگوئه                      | [ ۷ ]  |
| ۱۹۵۴ | فرانس پوشکاش                                                                        | مجارستان                                                                            | ۱-۰                                                                                 | ۶'                                                                                  | ۲-۳ به سود آلمان غربی                   | [ ۸ ]  |
| ۱۹۵۴ | زولتان تسیبور                                                                       | مجارستان                                                                            | ۲-۰                                                                                 | ۸'                                                                                  | ۲-۳ به سود آلمان غربی                   | [ ۸ ]  |
| ۱۹۵۴ | ماکس مورلوک                                                                         | آلمان غربی                                                                          | ۲-۱                                                                                 | ۱۰'                                                                                 | ۲-۳ به سود آلمان غربی                   | [ ۸ ]  |
| ۱۹۵۴ | هلموت ران                                                                           | آلمان غربی                                                                          | ۲-۲                                                                                 | ۱۸'                                                                                 | ۲-۳ به سود آلمان غربی                   | [ ۸ ]  |
| ۱۹۵۴ | هلموت ران (۲)                                                                       | آلمان غربی                                                                          | ۲-۳                                                                                 | ۸۴'                                                                                 | ۲-۳ به سود آلمان غربی                   | [ ۸ ]  |
| ۱۹۵۸ | نیلس لیدهولم                                                                        | سوئد                                                                                | ۱-۰                                                                                 | ۴'                                                                                  | ۲-۵ به سود برزیل                        | [ ۹ ]  |
| ۱۹۵۸ | واوا                                                                                | برزیل                                                                               | ۱-۱                                                                                 | ۹'                                                                                  | ۲-۵ به سود برزیل                        | [ ۹ ]  |
| ۱۹۵۸ | واوا (۲)                                                                            | برزیل                                                                               | ۱-۲                                                                                 | ۳۲'                                                                                 | ۲-۵ به سود برزیل                        | [ ۹ ]  |
| ۱۹۵۸ | پله                                                                                 | برزیل                                                                               | ۱-۳                                                                                 | ۵۵'                                                                                 | ۲-۵ به سود برزیل                        | [ ۹ ]  |
| ۱۹۵۸ | ماریو زاگالو                                                                        | برزیل                                                                               | ۱-۴                                                                                 | ۶۸'                                                                                 | ۲-۵ به سود برزیل                        | [ ۹ ]  |
| ۱۹۵۸ | اگن سیمونسون                                                                        | سوئد                                                                                | ۲-۴                                                                                 | ۸۰'                                                                                 | ۲-۵ به سود برزیل                        | [ ۹ ]  |
| ۱۹۵۸ | پله (۲)                                                                             | برزیل                                                                               | ۲-۵                                                                                 | ۹۰'                                                                                 | ۲-۵ به سود برزیل                        | [ ۹ ]  |
| ۱۹۶۲ | یوزف ماسوپوست                                                                       | چکسلواکی                                                                            | ۱-۰                                                                                 | ۱۵'                                                                                 | ۱-۳ به سود برزیل                        | [ ۱۰ ] |
| ۱۹۶۲ | آماریلدو                                                                            | برزیل                                                                               | ۱-۱                                                                                 | ۱۷'                                                                                 | ۱-۳ به سود برزیل                        | [ ۱۰ ] |
| ۱۹۶۲ | زیتو                                                                                | برزیل                                                                               | ۱-۲                                                                                 | ۶۹'                                                                                 | ۱-۳ به سود برزیل                        | [ ۱۰ ] |
| ۱۹۶۲ | واوا                                                                                | برزیل                                                                               | ۱-۳                                                                                 | ۷۸'                                                                                 | ۱-۳ به سود برزیل                        | [ ۱۰ ] |
| ۱۹۶۶ | هلموت هالر                                                                          | آلمان غربی                                                                          | ۱-۰                                                                                 | ۱۲'                                                                                 | ۲-۴ به سود انگلستان                     | [ ۱۱ ] |
| ۱۹۶۶ | جف هرست                                                                             | انگلستان                                                                            | ۱-۱                                                                                 | ۱۸'                                                                                 | ۲-۴ به سود انگلستان                     | [ ۱۱ ] |
| ۱۹۶۶ | مارتین پیترز                                                                        | انگلستان                                                                            | ۱-۲                                                                                 | ۷۸'                                                                                 | ۲-۴ به سود انگلستان                     | [ ۱۱ ] |
| ۱۹۶۶ | ولفگانگ وبر                                                                         | آلمان غربی                                                                          | ۲-۲                                                                                 | ۸۹'                                                                                 | ۲-۴ به سود انگلستان                     | [ ۱۱ ] |
| ۱۹۶۶ | جف هرست (۲)                                                                         | انگلستان                                                                            | ۲-۳                                                                                 | ۱۰۱'                                                                                | ۲-۴ به سود انگلستان                     | [ ۱۱ ] |
| ۱۹۶۶ | جف هرست (۳)                                                                         | انگلستان                                                                            | ۲-۴                                                                                 | ۱۲۰'                                                                                | ۲-۴ به سود انگلستان                     | [ ۱۱ ] |
| ۱۹۷۰ | پله                                                                                 | برزیل                                                                               | ۰-۱                                                                                 | ۱۸'                                                                                 | ۱-۴ به سود برزیل                        | [ ۱۲ ] |
| ۱۹۷۰ | روبرتو بونینسنیا                                                                    | ایتالیا                                                                             | ۱-۱                                                                                 | ۳۷'                                                                                 | ۱-۴ به سود برزیل                        | [ ۱۲ ] |
| ۱۹۷۰ | ژرسون                                                                               | برزیل                                                                               | ۱-۲                                                                                 | ۶۶'                                                                                 | ۱-۴ به سود برزیل                        | [ ۱۲ ] |
| ۱۹۷۰ | جرزینیو                                                                             | برزیل                                                                               | ۱-۳                                                                                 | ۷۱'                                                                                 | ۱-۴ به سود برزیل                        | [ ۱۲ ] |
| ۱۹۷۰ | کارلوس آلبرتو تورس                                                                  | برزیل                                                                               | ۱-۴                                                                                 | ۸۶'                                                                                 | ۱-۴ به سود برزیل                        | [ ۱۲ ] |
| ۱۹۷۴ | یوهان نیکنز                                                                         | هلند                                                                                | ۱-۰                                                                                 | ۲' (پنالتی)                                                                         | ۱-۲ به سود آلمان غربی                   | [ ۱۳ ] |
| ۱۹۷۴ | پائول برایتنر                                                                       | آلمان غربی                                                                          | ۱-۱                                                                                 | ۲۵' (پنالتی)                                                                        | ۱-۲ به سود آلمان غربی                   | [ ۱۳ ] |
| ۱۹۷۴ | گرد مولر                                                                            | آلمان غربی                                                                          | ۱-۲                                                                                 | ۴۳'                                                                                 | ۱-۲ به سود آلمان غربی                   | [ ۱۳ ] |
| ۱۹۷۸ | ماریو کمپس                                                                          | آرژانتین                                                                            | ۰-۱                                                                                 | ۳۸'                                                                                 | ۱-۳ به سود آرژانتین                     | [ ۱۴ ] |
| ۱۹۷۸ | دیک نانینگا                                                                         | هلند                                                                                | ۱-۱                                                                                 | ۸۲'                                                                                 | ۱-۳ به سود آرژانتین                     | [ ۱۴ ] |
| ۱۹۷۸ | ماریو کمپس (۲)                                                                      | آرژانتین                                                                            | ۱-۲                                                                                 | ۱۰۵' (وقت اضافه)                                                                    | ۱-۳ به سود آرژانتین                     | [ ۱۴ ] |
| ۱۹۷۸ | دنیل برتونی                                                                         | آرژانتین                                                                            | ۱-۳                                                                                 | ۱۱۵' (وقت اضافه)                                                                    | ۱-۳ به سود آرژانتین                     | [ ۱۴ ] |
| ۱۹۸۲ | پائولو روسی                                                                         | ایتالیا                                                                             | ۰-۱                                                                                 | ۵۷'                                                                                 | ۱-۳ به سود ایتالیا                      | [ ۱۵ ] |
| ۱۹۸۲ | مارکو تاردلی                                                                        | ایتالیا                                                                             | ۰-۲                                                                                 | ۶۹'                                                                                 | ۱-۳ به سود ایتالیا                      | [ ۱۵ ] |
| ۱۹۸۲ | آلساندرو آلتوبلی                                                                    | ایتالیا                                                                             | ۰-۳                                                                                 | ۸۱'                                                                                 | ۱-۳ به سود ایتالیا                      | [ ۱۵ ] |
| ۱۹۸۲ | پائول برایتنر                                                                       | آلمان غربی                                                                          | ۱-۳                                                                                 | ۸۳'                                                                                 | ۱-۳ به سود ایتالیا                      | [ ۱۵ ] |
| ۱۹۸۶ | خوزه لوئیس براون                                                                    | آرژانتین                                                                            | ۰-۱                                                                                 | ۲۳'                                                                                 | ۲-۳ به سود آرژانتین                     | [ ۱۶ ] |
| ۱۹۸۶ | خورخه والدانو                                                                       | آرژانتین                                                                            | ۰-۲                                                                                 | ۵۶'                                                                                 | ۲-۳ به سود آرژانتین                     | [ ۱۶ ] |
| ۱۹۸۶ | کارل-هاینتس رومنیگه                                                                 | آلمان غربی                                                                          | ۱-۲                                                                                 | ۷۴'                                                                                 | ۲-۳ به سود آرژانتین                     | [ ۱۶ ] |
| ۱۹۸۶ | رودی فولر                                                                           | آلمان غربی                                                                          | ۲-۲                                                                                 | ۸۱'                                                                                 | ۲-۳ به سود آرژانتین                     | [ ۱۶ ] |
| ۱۹۸۶ | خورخه بوروچاگا                                                                      | آرژانتین                                                                            | ۲-۳                                                                                 | ۸۴'                                                                                 | ۲-۳ به سود آرژانتین                     | [ ۱۶ ] |
| ۱۹۹۰ | آندریاس برمه                                                                        | آلمان غربی                                                                          | ۰-۱                                                                                 | ۸۵' (پنالتی)                                                                        | ۰-۱ به سود آلمان غربی                   | [ ۱۷ ] |
| ۱۹۹۴ | گلی در طی بازی زده نشد و برنده در ضربات پنالتی مشخص شد.                             | گلی در طی بازی زده نشد و برنده در ضربات پنالتی مشخص شد.                             | گلی در طی بازی زده نشد و برنده در ضربات پنالتی مشخص شد.                             | گلی در طی بازی زده نشد و برنده در ضربات پنالتی مشخص شد.                             | ۰-۰ (در ضربات پنالتی ۲-۳ به سود برزیل)  | [ ۱۸ ] |
| ۱۹۹۸ | زین‌الدین زیدان                                                                      | فرانسه                                                                              | ۰-۱                                                                                 | ۲۷'                                                                                 | ۰-۳ به سود فرانسه                       | [ ۱۹ ] |
| ۱۹۹۸ | زین‌الدین زیدان (۲)                                                                  | فرانسه                                                                              | ۰-۲                                                                                 | ۴۵+۱'                                                                               | ۰-۳ به سود فرانسه                       | [ ۱۹ ] |
| ۱۹۹۸ | امانوئل پتی                                                                         | فرانسه                                                                              | ۰-۳                                                                                 | ۹۰+۳'                                                                               | ۰-۳ به سود فرانسه                       | [ ۱۹ ] |
| ۲۰۰۲ | رونالدو                                                                             | برزیل                                                                               | ۰-۱                                                                                 | ۶۷'                                                                                 | ۰-۲ به سود برزیل                        | [ ۲۰ ] |
| ۲۰۰۲ | رونالدو                                                                             | برزیل                                                                               | ۰-۲                                                                                 | ۷۹'                                                                                 | ۰-۲ به سود برزیل                        | [ ۲۰ ] |
| ۲۰۰۶ | زین‌الدین زیدان                                                                      | فرانسه                                                                              | ۱-۰                                                                                 | ۷' (پنالتی)                                                                         | ۱-۱ (در ضربات پنالتی ۳-۵ به سود ایتالیا | [ ۲۱ ] |
| ۲۰۰۶ | مارکو ماتراتسی                                                                      | ایتالیا                                                                             | ۱-۱                                                                                 | ۱۹'                                                                                 | ۱-۱ (در ضربات پنالتی ۳-۵ به سود ایتالیا | [ ۲۱ ] |
| ۲۰۰۶ | برنده بازی در ضربات پنالتی مشخص شد.                                                 |                                                                                     |                                                                                     |                                                                                     | ۱-۱ (در ضربات پنالتی ۳-۵ به سود ایتالیا | [ ۲۱ ] |
| ۲۰۱۰ | آندرس اینیستا                                                                       | اسپانیا                                                                             | ۰-۱                                                                                 | ۱۱۶' (وقت اضافه)                                                                    | ۰-۱ به سود اسپانیا                      | [ ۲۲ ] |
| ۲۰۱۴ | ماریو گوتسه                                                                         | آلمان                                                                               | ۰-۱                                                                                 | ۱۱۳' (وقت اضافه)                                                                    | ۰-۱ به سود آلمان                        | [ ۲۳ ] |
| ۲۰۱۸ | ماریو مانجوکیچ                                                                      | فرانسه                                                                              | ۰-۱                                                                                 | ۱۸' (گل به خودی)                                                                    | ۲-۴ به سود فرانسه                       | [ ۲۴ ] |
| ۲۰۱۸ | ایوان پریشیچ                                                                        | کرواسی                                                                              | ۱-۱                                                                                 | ۲۸'                                                                                 | ۲-۴ به سود فرانسه                       | [ ۲۴ ] |
| ۲۰۱۸ | آنتوان گریزمن                                                                       | فرانسه                                                                              | ۱-۲                                                                                 | ۳۸' (پنالتی)                                                                        | ۲-۴ به سود فرانسه                       | [ ۲۴ ] |
| ۲۰۱۸ | پل پوگبا                                                                            | فرانسه                                                                              | ۱-۳                                                                                 | ۵۹'                                                                                 | ۲-۴ به سود فرانسه                       | [ ۲۴ ] |
| ۲۰۱۸ | کیلین ام‌باپه                                                                        | فرانسه                                                                              | ۱-۴                                                                                 | ۶۵'                                                                                 | ۲-۴ به سود فرانسه                       | [ ۲۴ ] |
| ۲۰۱۸ | ماریو مانجوکیچ                                                                      | کرواسی                                                                              | ۲-۴                                                                                 | ۶۹'                                                                                 | ۲-۴ به سود فرانسه                       | [ ۲۴ ] |

## بازیکنانی که بیش از یک گل در فینال‌ها زده‌اند
| بازیکن         | تیم        | تعداد گل زده | تعداد بازی فینال | سال(ها)     |
| -------------- | ---------- | ------------ | ---------------- | ----------- |
| کیلیان امباپه  | فرانسه     | ۴            | ۲                | ۲۰۱۸ و ۲۰۲۲ |
| جف هرست        | انگلستان   | ۳            | ۱                | ۱۹۶۶        |
| واوا           | برزیل      | ۳            | ۲                | ۱۹۵۸ و ۱۹۶۲ |
| پله            | برزیل      | ۳            | ۲                | ۱۹۵۸ و ۱۹۷۰ |
| زین‌الدین زیدان | فرانسه     | ۳            | ۲                | ۱۹۹۸ و ۲۰۰۶ |
| جینو کولاوسی   | ایتالیا    | ۲            | ۱                | ۱۹۳۸        |
| سیلویو پیولا   | ایتالیا    | ۲            | ۱                | ۱۹۳۸        |
| هلموت ران      | آلمان غربی | ۲            | ۱                | ۱۹۵۴        |
| ماریو کمپس     | آرژانتین   | ۲            | ۱                | ۱۹۷۸        |
| پائول برایتنر  | آلمان غربی | ۲            | ۲                | ۱۹۷۴ و ۱۹۸۲ |
| رونالدو        | برزیل      | ۲            | ۲                | ۱۹۹۸ و ۲۰۰۲ |
| لیونل مسی      | آرژانتین   | ۲            | ۲                | ۲۰۱۴ و ۲۰۲۲ |